# Zdenci
Zdenci är en ort i Kroatien.   Den ligger i länet Virovitica-Podravinas län, i den östra delen av landet, 160 km öster om huvudstaden Zagreb. Zdenci ligger 109 meter över havet och antalet invånare är 1 063.
Terrängen runt Zdenci är platt. Runt Zdenci är det ganska glesbefolkat, med 29 invånare per kvadratkilometer. Närmaste större samhälle är Orahovica, 7,5 km sydväst om Zdenci. Trakten runt Zdenci består till största delen av jordbruksmark.